# Teatro de Lorensberg
O Teatro de Lorensberg - em sueco: Lorensbergsteatern – é um teatro da cidade sueca de Gotemburgo, localizado no bairro de Lorensberg, na proximidade da Götaplatsen. 

Foi fundado por Sophus Petersen em 1916, antes do aparecimento do Teatro Municipal de Gotemburgo (Göteborgs Stadsteater). Desde 1987, é gerido pela sociedade anónima Kulturtuben, que patrocina apresentações próprias e aluga igualmente o local para outras realizações.